# Синявець кримський
Синявець кримський (Polyommatus damocles) — вид денних метеликів родини Синявцеві (Lycaenidae).

## Назва
Латинська видова назва дана на честь персонажа давньогрецької міфології Дамокла.

## Поширення
Вид поширений у степовій зоні Росії та у Криму. В Україні трапляється в Криму на Керченському півострові та у східній частині Південного берега..

## Опис
Довжина переднього крила 13-18 мм. Крила самців блакитні, з сильним блиском і дуже тонкою темною облямівкою. У самиць крила коричневі. Задні крила знизу світло-сірі, з характерним білим поздовжнім променем, без червоних плям і майже без напилення блискучих лусочок біля кореня.

## Спосіб життя
Розвивається в одному поколінні за рік. Метелики літають з середини червня по середину серпня. Вони часто сідають на поодинокі стебла рослин, прогріті сонцем камені і квітучі рослини. Самці зрідка можуть траплятися на вологому ґрунті. Самиці відкладають яйця поштучно на сухі квітконоси, рідше листя кормової рослини — Hedysarum candidum. Яйце світло-зеленого кольору, потім стає майже білими. Стадія яйця триває тиждень. Гусінь молодших вікових груп жовто-зелено-сірого забарвлення, живиться молодим листям. Зимують гусениці. Стадія лялечки займає близько 5 тижнів.